# Layla (Ort)
Layla (arabisch لیلی, DMG Lailā) ist eine Stadt in der Provinz Riad in Saudi-Arabien und befindet sich etwa 330 km südlich von Riad. Die Stadt soll nach Layla von Bani 'Amir benannt worden sein. Die Stadt und die umliegenden Siedlungen haben etwa 76.000 Einwohner, die überwiegend aus sesshaften Beduinen des Dawasir-Stammes bestehen. Layla liegt in unmittelbarer Nähe des gleichnamigen Sees.